# صور البلاغة الشعرية

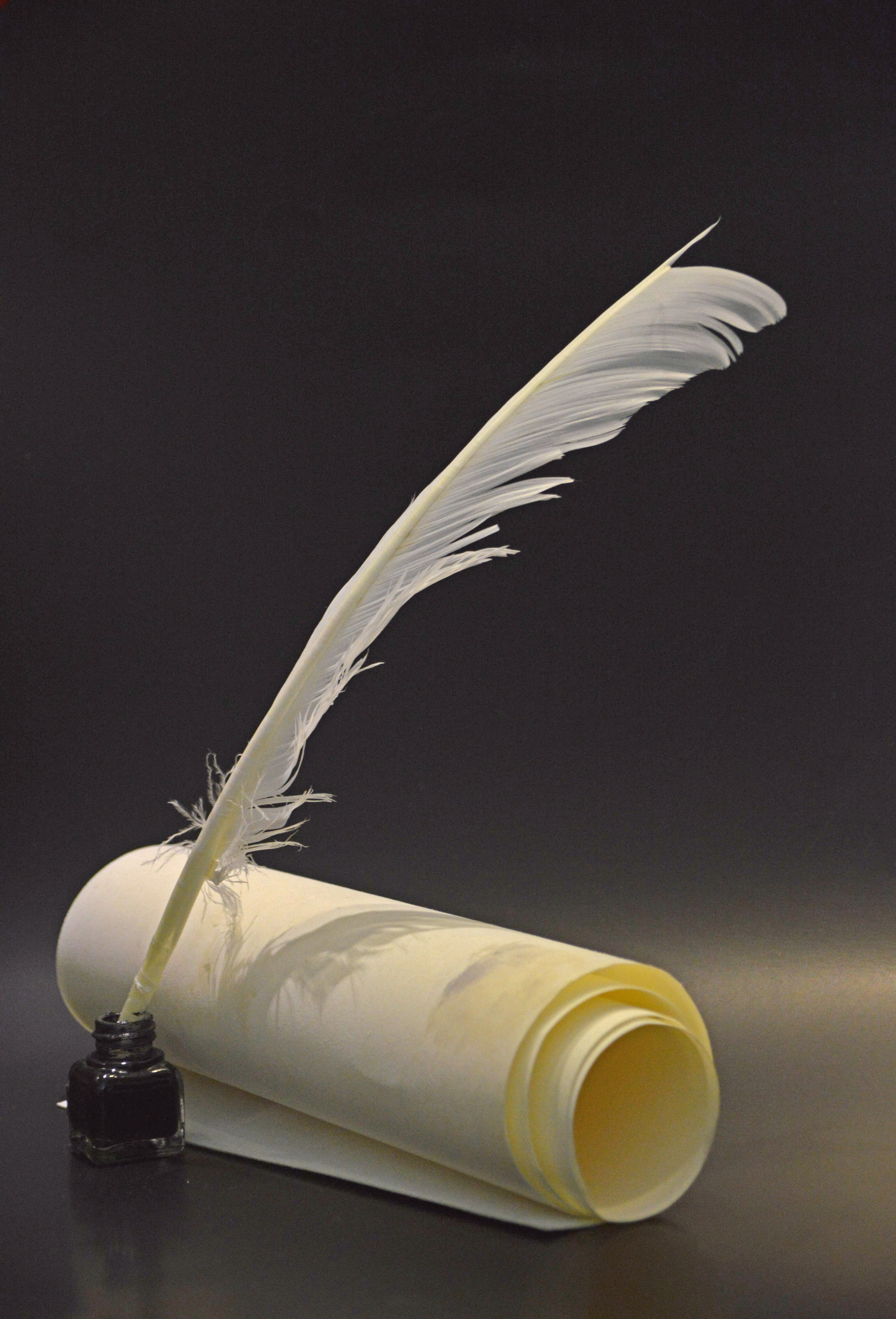

الصور البلاغية الشعرية هي شكل من أشكال الصور البلاغية الأدبية المستخدمة في الشعر. وتنظم القصائد بالاستعانة بصور بلاغية شعرية مركبة من: عناصر تركيبية ونحوية وإيقاعية ومتوازنة ولفظية ومرئية. وهي تعد أدوات أساسية يستخدمها الشاعر لخلق إيقاع أو تعزيز معنى القصيدة أو التركيز في وصف الجو العام للقصيدة أو الحالة الشعورية لها.

## أسلوب صور البلاغة الشعرية
الإلقاء الشعري أسلوب كتابة في الشعر يشمل المفردات والصياغة والاستخدام النحوي. وإلى جانب النحو، فإن الإلقاء الشعري يعمل على ضبط نغمة القصيدة والحالة الشعورية لها وجو القصيدة لإيصال احساس الشاعر. والقصيدة عبارة عن صور بلاغية شعرية.

### أنواع الإلقاء الشعري

#### الصوت
الصور البلاغية الشعرية ذات البنية الصوتية تحقق تأثيرات محددة عند سماعها. إذ يمكن للكلمات ذات البنية الصوتية أن تترك في نفس القراء الشعور بأنها مهدئة أو متنافرة مع استحضار بعض الأفكار والمشاعر المرتبطة بها.
- السجع الابتدائي- سلسلة تتكون من ثلاث أو أربع مثيلات على الأقل من الصوت الساكن نفسه مع عدم تكرار أكثر من صوت واحد ساكن متداخل وغير متناسق. يستخدم السجع الابتدائي كأداة للاستذكار لإثارة مشاعر في الشعر كالخوف والتشويق.

- السجع الصوتي -هي أصوات الحروف المتحركة المتكررة في الكلمات التي تقع بالقرب من بعضها البعض عادةً على نفس السطر أو السطر المجاور . وغالبا ما يتم تمييز أصوات الحروف المتحركة هذه أو التشديد عليها لإضفاء بنية موسيقية للقصيدة. ويكون ذلك بإنشاء قافية داخلية، ويعزز هذا الامر أيضًا متعة قراءة القصيدة.

- التناغم الصوتي - هي أصوات حروف «ساكنة» متكررة في نهاية الكلمات التي تقع بالقرب من بعض، وعادة ما تكون على نفس السطر أو السطر المجاور . ويشترط أن تكون هذه الأصوات منطوقة، أو مشددة، وليس بحرف متحرك.

- النشاز - سلسلة متنافرة من الأصوات المزعجة الغير منظومة والتي تنم عن الفوضى في التناغم. وغالبًا ما يتم تعزيز هذا من خلال التأثير المشترك للمعاني المعقدة والنطق. مثال: تنقر أصابعي العصوية بضربات ضاحكة، وتقرع المفاتيح؛ خفيفة القدمين، وميض مجساتي الفولاذية وتنتف من هذه الألحان الرئيسية. - «عازف البيانو» جون أبدايك.

- النغم المطرب - سلسلة من الأصوات الممتعة من الناحية الموسيقية والتي تضفي على القصيدة صفة الطرب، وتنقل إحساسًا بالانسجام إلى القارئ.

- المحاكاة الصوتية - أسلوب يستخدم في الشعر لخلق تأثيرات سمعية تحاكي الصورة المرئية الموصوفة. ويمكن استخدام مجموعة من الكلمات لإحداث تأثير سمعي. وعلى أي حال، فليس من الضروري استخدام الكلمات التي تجسد الصوت في حد ذاتها. فعلى سبيل المثال، في كتاب صموئيل تايلور كوليردج «The Rime of the Ancient Mariner»، يستخدم Coleridge عبارة "furrow Follow free" لتجسيد صوت اليقظة التي تسببت السفينة في إحداثها.

#### الإيقاع
الإيقاع الشعري هو تتابع الكلمات ضمن كل وزن ومقطع شعري لإنتاج تأثير إيقاعي مع التشديد على أجزاء معينة من القصيدة.
- التكرار - غالبًا ما يستخدم التكرار ارتباطات الكلمات للتعبير عن الأفكار والعواطف بطريقة غير مباشرة، أو التركيز على نقطة، أو تأكيد فكرة، أو وصف فكرة ما.

- القافية - تستخدم القافية أنماطًا متكررة لإضفاء الإيقاع أو الطابع الموسيقي على القصائد. ويكون على هيئة تكرار للأصوات المتشابهة في سطور القصيدة مما يعطي القصيدة صفة التماثل في إيقاعها.

- وقف عند منتصف بيت الشعر - وقفة أو فاصل في الوزن الشعري في بيت القصيدة حيث تنتهي جملة واحدة وتبدأ جملة أخرى.

#### المعنى
استخدام اللغة التصويرية كأداة شعرية لتوصيل المعنى المقصود للشاعر بأساليب متعددة.
- التلميح - الإشارة الموجزة إلى شخص ما أو شخصية أو حدث تاريخي أوعمل فني أو الاستشهاد من كتاب الإنجيل أو من أحد الأساطير.

- الرمزية - وضع مقارنة أو استنتاج بين حالتين لإيصال رسالة الشاعر على وجه أكثر فعالية. مثال: دخلت السباكة في متاهة من المنعطفات حيث ضاع حتى الماء. وتعني الرمزية إضفاء معنى معين على الأشياء على وجه يخالف فيه معناها أو وظيفتها الأصلية.إذ تجسد جوانب أو مفاهيم أو سمات أخرى غير تلك الظاهرة في الترجمة الحرفية. وتساعد الصور البلاغية الأدبية الأخرى مثل الاستعارة والمجاز والإشارة في تطوير الرمزية في الشعر.

- التناقض اللفظي - مزيج من كلمتين تناقض كل منهما الأخرى.
- المفارقة - بيان يحتمل أن يكشف فيه التناقض عن حقيقة غير متوقعة.

- التجسيد - إسناد الخصائص البشرية إلى جماد أو حيوان أو فكرة مجردة. مثال : كانت الأيام تزحف ببطء وبحزن.
- التورية - تلاعب بالمصطلحات بحيث تكون للكلمات ذات المعاني المختلفة أصواتًا متشابهة أو متطابقة.

## الشكل في الشعر
الشكل الشعري  هو التركيب البنيوي للقصيدة: طول الأسطر، والإيقاع، وكذلك نظام القوافي والتكرار. ويعزز الشاعر أفكاره ومشاعره من خلال هذا التجسيد البنيوي.

### أنواع الشكل في الشعر

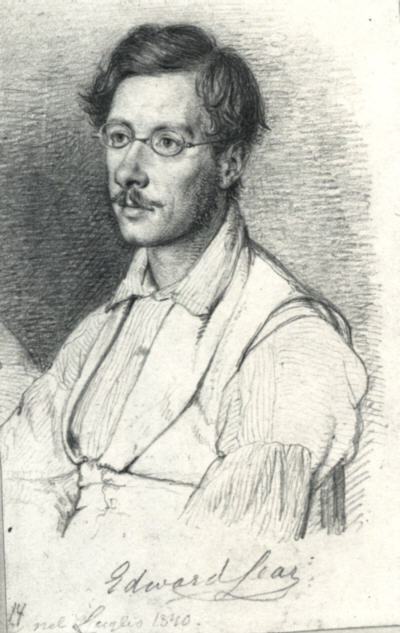
إدوارد لير

#### النظم الشعري الثابت
هي قصيدة تتبع نمطًا محددًا من الوزن الشعري، ونظام القافية، وشكل المقطع، والتشديد.
- الشعر القصصي - قصيدة سردية مكتوبة في سلسلة من الرباعيات التي تتناوب فيها سطور من الوزن الشعري رباعي التفعيل مع الوزن الشعري ثلاثي التفعيل. وعادة ما تتبنى مخطط قافية أ ب أ ب، أ ت أ ت، مع الاستخدام المتكرر للتكرار والتشديد. ومع كونها مكتوبة بطريقة مباشرة وبتصوير بسيط وغني، فإن الشعر القصصي هو أسلوب غنائي وينقل مجموعة واسعة من الموضوعات المرتبطة بشكل متكرر بالفولكلور أو الأساطير الشعبية.
- هايكو - شكل شعر ياباني متأثر بعمق ببوذية الزن. يتكون من ثلاثة أسطر غير مقفى من خمسة وسبعة وخمسة مقاطع لفظية. تكمن الطبيعة المراوغة لشكلها في طابعها ونغمتها أكثر من الشكل البنيوي المقطعي لها. عادةً ما يتبنى شعر الهايكو وصفًا موجزًا للطبيعة لنقل رؤى ضمنية أو جوهر اللحظة الحالية. ومن الشائع أيضًا أن تجسد أشعار الهايكو إشارة مباشرة أو مبطنة إلى أحد الفصول الأربع.
- الشعر الفكاهي - ذاع صيت هذا الشكل من الشعر بعد أن أصدر إدوارد لير كتابه Book of nonsense والمنشور عام 1846، ويعد الشعر الفكاهي الشكل الثابت الوحيد للأصل الإنجليزي. وهو نوع من الشعر الموجز أو الفكاهي والمتكون من خمس مقاطع مبهمة بشكل رئيسي مع مخطط قافية من نوع أ أ ب ب أ . ويستخدم في القصائد الفكاهية الحديثة عمومًا السطر الأخير للنكات الذكية والتلاعب بالألفاظ بينما يميل محتواها غالبًا نحو البذاءة والمنافي للذوق العام.
- الشعر الغنائي - مشتق من الكلمة اليونانية lyre ، وينظم الشعر الغنائي في الأصل ليُغنى. وهو الشكل الحديث الأكثر استخدامًا، بما في ذلك جميع القصائد التي يسود فيها حماس المتحدث للتعبير عن العواطف، بدءًا من الأفكار المعقدة إلى الذكاء البسيط، وغالبًا ما يثير الشعر الغنائي في نفوس القراء الاستحضار لتجارب عاطفية مماثلة.
- شعر الإشادة - عدة أشكال من المقاطع الشعرية أكثر تعقيدًا من تلك التي في القصيدة الغنائية. وهو جزء لا يتجزأ من مخططات القافية المعقدة وعدد غير منتظم من الأسطر ذات الطول الكبير. كتبت بتعبير ثري ومكثف، وتنظم القصيدة لتقديم فكرة سامية للثناء على شخص أو شيء. ومن الأمثلة على ذلك «قصيدة العندليب».
- قصيدة ذات ثلاثة عشر بيتا - شكل ثابت يستخدم في المقاطع الشعرية الخفيفة أو الطريفة. وهو يتألف من خمسة عشر سطرًا ثماني أو عشاري مع ثلاثة مقاطع وقافية مطبقة في كامل الشكل البنيوي. ويتم استخدام كلمة أو كلمات من المقطع الأول من السطر الأول لازمة لإنهاء المقطع الثاني والثالث لإنشاء مخطط قافية من نوع aabba aabR Gabbana.
- قصيدة ثنائية القافية - قصيدة تتكون من قافيتين في خمسة مقاطع من ثلاثة أسطر متبوعة برباعية. ينقل هذا التوع من القصائد انطباعًا رائعًا عن التلقائية البسيطة، كما هو الحال في "The House on the Hill" لإدوين أرلينغتون روبنسون. شكسبير سونيت 18

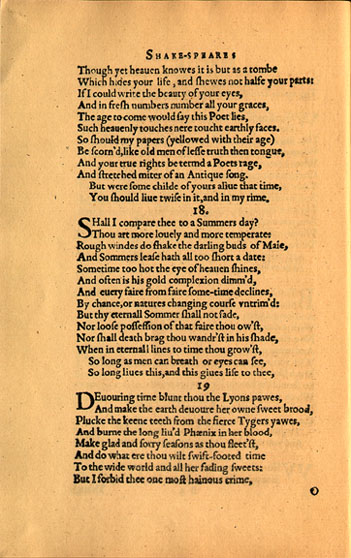
شكسبير سونيت 18

- السوناتة - قصيدة من أربعة عشر سطرًا منظومة على وزن خماسي التفاعيل مع مخطط قافية محدد. وتستخدم تقليديا لنقل فكرة الحب.إذ يسعى تسلسل السوناتات لشكسبير، على سبيل المثال، إلى اكتشاف طرق جديدة في تأمل الحب. في سونيت شكسبير 130، يصف شكسبير جمال السيدة بأسلوب ماهر ومرح بحيث يتم ترفض تلقائيا كل صورة للجمال للسخرية من معايير عصر النهضة التقليدية في جمال الأنثى.

#### شعر مرسل
يُعرف أيضًا باسم «الوزن الشعري خماسي التفعيل غير المقفى»، والشعر المرسل هو عبارة عن بيت قصيد غير مقفى مكتوب على وزن التفاعيل الخماسي. في الشعر، يحتوي على بحر شعري ثابت مع 10 مقاطع في كل سطر (الخماسي). تتبع المقاطع غير المشددة مقاطع لفظية مشددة، خمسة منها مشددة ولكنها غير متناغمة.
- التفعيلة- وهي نمط من الوزن الشعري مكون من مقطعين في الشعر حيث يتبع مقطع لفظي مشدد مقطع لفظي غير مشدد.
- لامب –نمط من الوزن الشعري يتكون من مقطعين في الشعر يتبع فيه مقطع لفظي غير مشدد بمقطع لفظي مشدد.
- أنابست - نمط من الوزن الشعري يحتوي على ثلاثة مقاطع في الشعر حيث يتبع مقطعين غير مشددين مقطع لفظي مشدد.
- التفعيلة الشعرية - نمط من الوزن الشعري يحتوي على ثلاثة مقاطع في الشعر حيث يتبع مقطع لفظي مشدد مقطعين غير مشددين.
- سبوندي - إيقاع في سطر شعري يتكون من مقطعين مشددين. وهو نوع من الشعر يعد أقل شيوعًا من الاوزان الشعرية الأخرى. ومن النادر العثور على قصائد مكتوبة بهذا الوزن وحده، حيث يستخدمها الشعراء غالبًا بجانب أوزان شعرية أخرى.

#### الشعر الحر
نوع من أنواع الشعر يخلو من قيود إيقاع الوزن الشعري المنتظم ومخططات القافية الثابتة. ويسمح الافتقار إلى الانتظام ومخططات القافية التقليدية للشاعر بتنظيم القصيدة بحرية. وتثير هذه المرونة والحرية إلى الإحساس بشعور التعبير الفني. 
من الأمثلة على الشعر الحر " A Noiseless Patient Spider" لوالت ويتمان.

## علامات ترقيم
علامات الترقيم كأدوات شعرية
علامات الترقيم وسيلة تفسيرودلالة مستخدمة في الشعر. ، وهي بمثابة أدوات غير لفظية للتعبير الشعري في القصائد. وشكل من أشكال الاختيار الفني، ويعد اختيار الشاعر لعلامات الترقيم أمرًا ضروريا لعملية فهمنا للمعنى الشعري نظرًا لقدرته على التأثير على العرض. ويزيد الاستخدام غير التقليدي لعلامات الترقيم من التعقيد التعبيري للقصائد، أو يمكن استخدامه لمحاذاة الأوزان الشعرية. ويستعان أيضا بالاستخدام غير المعتاد لعلامات الترقيم للتأكيد على معنى الكلمات على وجه مختلف، أو للتأثير الدرامي. الوقوف التام هو عندما تكون علامة الترقيم - من أي نوع - في نهاية السطر مصحوبة بإيقاف مؤقت جازم. وقد يثير سطر النهاية الوقوف التام أحيانًا إحساسًا بالنهاية أو الشكليات بينما يمكن استخدام العديد من الوقوف على التوالي لاستحضار إيقاع متذبذب. وفي المقابل، فإن عدم وجود علامات الترقيم يسمح للقارئ بتفسير تسلسل الكلمات بطرق مختلفة. وقد يسمح عدم وجود علامات الترقيم بتفسير القصيدة على أنها «تيار من الوعي» مثل مايا أنجيلو، وأنا أعلم لماذا يغني الطائر في قفص.
- علامات الاستفهام - وهي علامة ترقيم تستخدم في الشعر لتعكس وقفة تأملية.
- علامات التعجب - تشير إلى الدهشة والفرح والمشاعر الفياضة الأخرى التي يحاول الشاعر التأكيد عليها أو نقلها.
- حذوفات - ويتجسد في ترك جزء من جملة أو حدث باستبداله بعلامات حذف وهو عنصر أسلوبي. ويمثل حذفًا للكلمات مما يساعد في تطوير القصة.
- الأقواس - تُستخدم هذه الأقواس فنيا لفصل أجزاء الجملة النثرية وإتباعها.و تلفت الأقواس في الشعر الانتباه إلى ما يحيط بها. ففي قصيدة كامينغز، «في مكان ما لم أسافر إليه أبدًا، وبكل سرور فيما يليه»، تُستخدم الأقواس للتعبير عن شعور بالألفة والتأمل: «... إن إطلالتك العفوية ستفضحني بسهولة على الرغم من أنني أغلقت نفسي كأصابع يدي، فأنت تفتح دائمًا بتلة من خلال بتلة بنفسي بينما يفتح الربيع (يلمس بمهارة وغموض) وردتها الأولى ... (لا أعرف ما هو الذي يغلق ويفتح فيك؛ فقط شيء في داخلي يعي صوت عينيك أعمق من كل الورود) ولا أحد، ولا حتى المطر، له أيادي صغيرة».
- المعاظلة - وهو الافتقار إلى علامات الترقيم. إذ ينشئ تتابعا من سطور لا تنتهي فيها فكرة أو عبارة أو جملة في سطر من الشعر، ولكنها تنتقل إلى السطر التالي. ويمكن استخدامها لتعزيز فكرة جوهرية عن طريق إقصاء استخدام الفاصلة المنقوطة أو النقاط أو الفواصل التي قد تشتت انتباه القارئ. وتستخدم المعاظلة أيضًا لتحقيق وتيرة أو إيقاع سريع.